# Manfred Hamann (Politiker)
Manfred Hamann (* 18. Mai 1939 in Engelsdorf) ist ein deutscher Ingenieur und ehemaliger Politiker der DDR-Blockpartei National-Demokratische Partei Deutschlands (NDPD).
Hamann wuchs in einer Arbeiterfamilie auf und besuchte in der Nachkriegszeit die Oberschule. Zwischen 1955 und 1958 absolvierte er eine Lehre als Elektromonteur im VEB Starkstrom-Anlagenbau Leipzig, in dem er bis 1960 auch tätig war. Anschließend wechselte er zur PGH Elektrotechnik Leipzig. In dieser Firma arbeitete Hamann zunächst bis 1967 in seinem angestammten Beruf. Nach er sich 1967 zum Elektroinstallateurmeister qualifiziert hatte, wirkte er bis 1972 als Bereichsmeister in der Schaltschrankfertigung. 1972 übernahm Hamann die PGH als Vorsitzender. Die PGH war bekannt für die Fertigung von charakteristischen Außenlautsprechern, die DDR-weit zu finden waren. Zwischen 1975 und 1980 absolvierte er noch ein Fernstudium an der Ingenieurschule für Maschinenbau und Elektrotechnik Berlin, welches er als Diplomingenieur für Elektrotechnik abschloss. Während der Zeit seines Fernstudiums trat Hamann 1976, wohl auch um eine SED-Mitgliedschaft zu vermeiden, der NDPD bei. Ab 1985 war er Mitglied des NDPD-Bezirksvorstandes Leipzig. Von 1986 bis 1990 war Hamann Mitglied der NDPD-Fraktion in der Volkskammer der DDR. Nach der politischen Wende in der DDR blieb Hamann weiterhin im Elektrotechnik-Geschäft tätig, er fungierte bis 2010 als Geschäftsführer verschiedener Elektrotechnik-Firmen in Leipzig.